# Dinastia jànida
La dinastia jànida, djànida, jànides o djànides fou una nissaga que va governar el kanat de Bukharà del 1599 al 1785. El seu nom derivava de ser descendents de Djan ibn Yar Muhammad de la casa de kans d'Astracan, per la qual cosa també fou coneguda com a dinastia astrakhànida o dels astrakhànides. Djand davant l'avanç dels russos va fugir cap a Bukharà (1556) i es va casar amb la germana del kan shaybànida Abd Allah II ibn Iskander; el 1599, mort un any abans Abd Allah II, i en mig de les lluites successòries (Abdul Mamun 1598 i Pir Muhammad 1598-1599) Djan va assolir el poder a Bukharà i el seu fill Baki Muhammad el va succeir el 1603 fins a la seva mort el 1605.
La dinastia va continuar i es va fer més forta sota Imam Kuli Khan (1611-1650), que amb gran crueltat va imposar la pau interna i va obtenir el suport dels líders religiosos i dels caps tribals, va rebutjar als mogols de Xa Jahan que volien recuperar el país, però no va aconseguir recuperar Gran Khorasan, i Coràsmia (Khivà) va trencar lligams; va abdicar el 1650 per fer la peregrinació a la Meca. El kanat estava llavors dividit entre el territori propi del kan, i un sub kanat pel seu hereu, que regia les províncies al sud de l'Amudarià amb seu a Balkh; el governant de Balkh fou de vegades independent de Bukharà i hi va haver conflictes i guerres entre ambdós. El principal kan fou Abd al-Aziz (1645-1681) que va tenir a ratlla als kazakhs i dzunghars al nord i als mogols al sud. Els uzbeks van esdevenir sedentaris i això va debilitar la seva força militar i al final del segle xvii van començar expedicions procedents dels uzbeks de Khivà (especialment el 1688), mentre les senyories locals dels uzbeks (biy) s'enfortien i es van perdre la Vall de Ferganà (Kokand) i Badakhxan.
Ubayd Allah I (1702-1705) va intentar posar fi a la noblesa tribal i restablir un poder centralitzat però no ho va aconseguir. A partir d'Abu l-Fayd (o Abu'l Faid, 1705-1747) amb l'ocupació de Bukharà per Nadir Shah de Pèrsia (1740-1747) de la que per set anys Abu l-Fayd fou vassall, i la desintegració regional, el kan va esdevenir un titella en mans dels ataliks de la tribu Mangit, i objecte de forts atacs dels kazakhs (1723 a 1729) que fugien dels dzungars i van envair la vall de Zarafshan. A partir de 1753 els Mangit van exercir tot el poder; el darrer Khan Abu l-Ghazi era merament nominal i va restar al tron fins al 1789; l'atalik, que va agafar el títol d'emir, tenia tot el poder.

## Llista de kans
- Din Muhammad, 1598 (al Khorasan)
- Baki Muhammad, 1599-1605
- Wali Muhammad (a Balkh del 1599 al 1611), 1605-1611
- Imam Kuli Khan 1611-1641 (+1650)
- Nadhr Muhammad (a Balkh del 1611 al 1651), 1641-1645
- Abd al-Aziz Khan, 1645-1681
- Subhan Kuli Khan (a Balkh del 1651 al 1702), 1681-1702 
  - Muhammad Ubaidullah I 1702-1705
- Abu l-Faiz Muhammad Khan, 1705-1747
  - Nàdir-Xah de Pèrsia (verdader sobirà), 1740-1747
- Muhammad Ubaidullah II 1748-1753
- Vacabt 1753-1756 (Muhammad Rahim atalik 1753-1756)
- Muhammad Rahim (usurpador), kan 1756-1758
- Abu l-Ghazi Khan, 1758-1789

## Genealogia
|  |  |                       |                       |                       |                       |                       |                       |              |              |                   |                   | Kuchuk Muhammad Khan de l'Horda d'Or |                                |                                |                                |                                |                                |                        |                        |                        |                        |                                 |                                 |                                 |                                 |                                 |                                 |                          |                          |                                 |                          |                          |                          |            |            |            |            |            |            |  |  |  |  |  |  |  |  |  |  |  |  |  |  |  |  |  |  |  |  |  |  |  |  |
|  |  |                       |                       |                       |                       |                       |                       |              |              |                   |                   |                                      |                                |                                |                                |                                |                                |                        |                        |                        |                        |                                 |                                 |                                 |                                 |                                 |                                 |                          |                          |                                 |                          |                          |                          |            |            |            |            |            |            |  |  |  |  |  |  |  |  |  |  |  |  |  |  |  |  |  |  |  |  |  |  |  |  |
|  |  |                       |                       |                       |                       |                       |                       |              |              |                   |                   | Manghushlak                          |                                |                                |                                |                                |                                |                        |                        |                        |                        |                                 |                                 |                                 |                                 |                                 |                                 |                          |                          |                                 |                          |                          |                          |            |            |            |            |            |            |  |  |  |  |  |  |  |  |  |  |  |  |  |  |  |  |  |  |  |  |  |  |  |  |
|  |  |                       |                       |                       |                       |                       |                       |              |              |                   |                   |                                      |                                |                                |                                |                                |                                |                        |                        |                        |                        |                                 |                                 |                                 |                                 |                                 |                                 |                          |                          |                                 |                          |                          |                          |            |            |            |            |            |            |  |  |  |  |  |  |  |  |  |  |  |  |  |  |  |  |  |  |  |  |  |  |  |  |
|  |  |                       |                       |                       |                       |                       |                       |              |              |                   |                   | Yar Muhammad Sultan                  | Yar Muhammad Sultan            | Yar Muhammad Sultan            | Yar Muhammad Sultan            | Yar Muhammad Sultan            | Yar Muhammad Sultan            |                        |                        |                        |                        | Iskander Khan Dinastia Xibànida | Iskander Khan Dinastia Xibànida | Iskander Khan Dinastia Xibànida | Iskander Khan Dinastia Xibànida | Iskander Khan Dinastia Xibànida | Iskander Khan Dinastia Xibànida |                          |                          |                                 |                          |                          |                          |            |            |            |            |            |            |  |  |  |  |  |  |  |  |  |  |  |  |  |  |  |  |  |  |  |  |  |  |  |  |
|  |  |                       |                       |                       |                       |                       |                       |              |              |                   |                   | Yar Muhammad Sultan                  | Yar Muhammad Sultan            | Yar Muhammad Sultan            | Yar Muhammad Sultan            | Yar Muhammad Sultan            | Yar Muhammad Sultan            |                        |                        |                        |                        | Iskander Khan Dinastia Xibànida | Iskander Khan Dinastia Xibànida | Iskander Khan Dinastia Xibànida | Iskander Khan Dinastia Xibànida | Iskander Khan Dinastia Xibànida | Iskander Khan Dinastia Xibànida |                          |                          |                                 |                          |                          |                          |            |            |            |            |            |            |  |  |  |  |  |  |  |  |  |  |  |  |  |  |  |  |  |  |  |  |  |  |  |  |
|  |  |                       |                       |                       |                       |                       |                       |              |              |                   |                   | Jani Beg (Djani Beg o Jan Beg)       | Jani Beg (Djani Beg o Jan Beg) | Jani Beg (Djani Beg o Jan Beg) | Jani Beg (Djani Beg o Jan Beg) | Jani Beg (Djani Beg o Jan Beg) | Jani Beg (Djani Beg o Jan Beg) |                        |                        |                        |                        | Zehra Khanum                    | Zehra Khanum                    | Zehra Khanum                    | Zehra Khanum                    | Zehra Khanum                    | Zehra Khanum                    |                          |                          |                                 |                          |                          |                          |            |            |            |            |            |            |  |  |  |  |  |  |  |  |  |  |  |  |  |  |  |  |  |  |  |  |  |  |  |  |
|  |  |                       |                       |                       |                       |                       |                       |              |              |                   |                   | Jani Beg (Djani Beg o Jan Beg)       | Jani Beg (Djani Beg o Jan Beg) | Jani Beg (Djani Beg o Jan Beg) | Jani Beg (Djani Beg o Jan Beg) | Jani Beg (Djani Beg o Jan Beg) | Jani Beg (Djani Beg o Jan Beg) |                        |                        |                        |                        | Zehra Khanum                    | Zehra Khanum                    | Zehra Khanum                    | Zehra Khanum                    | Zehra Khanum                    | Zehra Khanum                    |                          |                          |                                 |                          |                          |                          |            |            |            |            |            |            |  |  |  |  |  |  |  |  |  |  |  |  |  |  |  |  |  |  |  |  |  |  |  |  |
|  |  |                       |                       |                       |                       |                       |                       |              |              |                   |                   |                                      |                                |                                |                                |                                |                                |                        |                        |                        |                        |                                 |                                 |                                 |                                 |                                 |                                 |                          |                          |                                 |                          |                          |                          |            |            |            |            |            |            |  |  |  |  |  |  |  |  |  |  |  |  |  |  |  |  |  |  |  |  |  |  |  |  |
|  |  |                       |                       |                       |                       |                       |                       |              |              |                   |                   |                                      |                                |                                |                                |                                |                                |                        |                        |                        |                        |                                 |                                 |                                 |                                 |                                 |                                 |                          |                          |                                 |                          |                          |                          |            |            |            |            |            |            |  |  |  |  |  |  |  |  |  |  |  |  |  |  |  |  |  |  |  |  |  |  |  |  |
|  |  |                       |                       | Din Muhammad          | Din Muhammad          | Din Muhammad          | Din Muhammad          | Din Muhammad | Din Muhammad |                   |                   | Baki Muhammad                        | Baki Muhammad                  | Baki Muhammad                  | Baki Muhammad                  | Baki Muhammad                  | Baki Muhammad                  |                        |                        | Wali Muhammad          | Wali Muhammad          | Wali Muhammad                   | Wali Muhammad                   | Wali Muhammad                   | Wali Muhammad                   |                                 |                                 |                          |                          |                                 |                          |                          |                          |            |            |            |            |            |            |  |  |  |  |  |  |  |  |  |  |  |  |  |  |  |  |  |  |  |  |  |  |  |  |
|  |  |                       |                       | Din Muhammad          | Din Muhammad          | Din Muhammad          | Din Muhammad          | Din Muhammad | Din Muhammad |                   |                   | Baki Muhammad                        | Baki Muhammad                  | Baki Muhammad                  | Baki Muhammad                  | Baki Muhammad                  | Baki Muhammad                  |                        |                        | Wali Muhammad          | Wali Muhammad          | Wali Muhammad                   | Wali Muhammad                   | Wali Muhammad                   | Wali Muhammad                   |                                 |                                 |                          |                          |                                 |                          |                          |                          |            |            |            |            |            |            |  |  |  |  |  |  |  |  |  |  |  |  |  |  |  |  |  |  |  |  |  |  |  |  |
|  |  |                       |                       |                       |                       |                       |                       |              |              |                   |                   |                                      |                                |                                |                                |                                |                                |                        |                        |                        |                        |                                 |                                 |                                 |                                 |                                 |                                 |                          |                          |                                 |                          |                          |                          |            |            |            |            |            |            |  |  |  |  |  |  |  |  |  |  |  |  |  |  |  |  |  |  |  |  |  |  |  |  |
|  |  | Imam Kuli Khan        | Imam Kuli Khan        | Imam Kuli Khan        | Imam Kuli Khan        | Imam Kuli Khan        | Imam Kuli Khan        |              |              |                   |                   |                                      |                                | Nadhr Muhammad Khan            | Nadhr Muhammad Khan            | Nadhr Muhammad Khan            | Nadhr Muhammad Khan            | Nadhr Muhammad Khan    | Nadhr Muhammad Khan    |                        |                        |                                 |                                 |                                 |                                 |                                 |                                 |                          |                          |                                 |                          |                          |                          |            |            |            |            |            |            |  |  |  |  |  |  |  |  |  |  |  |  |  |  |  |  |  |  |  |  |  |  |  |  |
|  |  | Imam Kuli Khan        | Imam Kuli Khan        | Imam Kuli Khan        | Imam Kuli Khan        | Imam Kuli Khan        | Imam Kuli Khan        |              |              |                   |                   |                                      |                                | Nadhr Muhammad Khan            | Nadhr Muhammad Khan            | Nadhr Muhammad Khan            | Nadhr Muhammad Khan            | Nadhr Muhammad Khan    | Nadhr Muhammad Khan    |                        |                        |                                 |                                 |                                 |                                 |                                 |                                 |                          |                          |                                 |                          |                          |                          |            |            |            |            |            |            |  |  |  |  |  |  |  |  |  |  |  |  |  |  |  |  |  |  |  |  |  |  |  |  |
|  |  |                       |                       |                       |                       |                       |                       |              |              |                   |                   |                                      |                                |                                |                                |                                |                                |                        |                        |                        |                        |                                 |                                 |                                 |                                 |                                 |                                 |                          |                          |                                 |                          |                          |                          |            |            |            |            |            |            |  |  |  |  |  |  |  |  |  |  |  |  |  |  |  |  |  |  |  |  |  |  |  |  |
|  |  | Rejib Muhammad Sultan | Rejib Muhammad Sultan | Rejib Muhammad Sultan | Rejib Muhammad Sultan | Rejib Muhammad Sultan | Rejib Muhammad Sultan |              |              | Abd al-Aziz Khan  | Abd al-Aziz Khan  | Abd al-Aziz Khan                     | Abd al-Aziz Khan               | Abd al-Aziz Khan               | Abd al-Aziz Khan               |                                |                                |                        |                        |                        |                        | Subhan Kuli Khan                | Subhan Kuli Khan                | Subhan Kuli Khan                | Subhan Kuli Khan                | Subhan Kuli Khan                | Subhan Kuli Khan                |                          |                          |                                 |                          |                          |                          |            |            |            |            |            |            |  |  |  |  |  |  |  |  |  |  |  |  |  |  |  |  |  |  |  |  |  |  |  |  |
|  |  | Rejib Muhammad Sultan | Rejib Muhammad Sultan | Rejib Muhammad Sultan | Rejib Muhammad Sultan | Rejib Muhammad Sultan | Rejib Muhammad Sultan |              |              | Abd al-Aziz Khan  | Abd al-Aziz Khan  | Abd al-Aziz Khan                     | Abd al-Aziz Khan               | Abd al-Aziz Khan               | Abd al-Aziz Khan               |                                |                                |                        |                        |                        |                        | Subhan Kuli Khan                | Subhan Kuli Khan                | Subhan Kuli Khan                | Subhan Kuli Khan                | Subhan Kuli Khan                | Subhan Kuli Khan                |                          |                          |                                 |                          |                          |                          |            |            |            |            |            |            |  |  |  |  |  |  |  |  |  |  |  |  |  |  |  |  |  |  |  |  |  |  |  |  |
|  |  |                       |                       |                       |                       |                       |                       |              |              |                   |                   |                                      |                                |                                |                                |                                |                                |                        |                        |                        |                        |                                 |                                 |                                 |                                 |                                 |                                 |                          |                          |                                 |                          |                          |                          |            |            |            |            |            |            |  |  |  |  |  |  |  |  |  |  |  |  |  |  |  |  |  |  |  |  |  |  |  |  |
|  |  | Ibrahim Sultan        | Ibrahim Sultan        | Ibrahim Sultan        | Ibrahim Sultan        | Ibrahim Sultan        | Ibrahim Sultan        |              |              |                   |                   |                                      |                                |                                |                                | Muhammad Ubaidullah I          | Muhammad Ubaidullah I          | Muhammad Ubaidullah I  | Muhammad Ubaidullah I  | Muhammad Ubaidullah I  | Muhammad Ubaidullah I  |                                 |                                 |                                 |                                 |                                 |                                 | Abu l-Faiz Muhammad Khan | Abu l-Faiz Muhammad Khan | Abu l-Faiz Muhammad Khan        | Abu l-Faiz Muhammad Khan | Abu l-Faiz Muhammad Khan | Abu l-Faiz Muhammad Khan |            |            |            |            |            |            |  |  |  |  |  |  |  |  |  |  |  |  |  |  |  |  |  |  |  |  |  |  |  |  |
|  |  | Ibrahim Sultan        | Ibrahim Sultan        | Ibrahim Sultan        | Ibrahim Sultan        | Ibrahim Sultan        | Ibrahim Sultan        |              |              |                   |                   |                                      |                                |                                |                                | Muhammad Ubaidullah I          | Muhammad Ubaidullah I          | Muhammad Ubaidullah I  | Muhammad Ubaidullah I  | Muhammad Ubaidullah I  | Muhammad Ubaidullah I  |                                 |                                 |                                 |                                 |                                 |                                 | Abu l-Faiz Muhammad Khan | Abu l-Faiz Muhammad Khan | Abu l-Faiz Muhammad Khan        | Abu l-Faiz Muhammad Khan | Abu l-Faiz Muhammad Khan | Abu l-Faiz Muhammad Khan |            |            |            |            |            |            |  |  |  |  |  |  |  |  |  |  |  |  |  |  |  |  |  |  |  |  |  |  |  |  |
|  |  |                       |                       |                       |                       |                       |                       |              |              |                   |                   |                                      |                                |                                |                                |                                |                                |                        |                        |                        |                        |                                 |                                 |                                 |                                 |                                 |                                 |                          |                          |                                 |                          |                          |                          |            |            |            |            |            |            |  |  |  |  |  |  |  |  |  |  |  |  |  |  |  |  |  |  |  |  |  |  |  |  |
|  |  | Abu l-Ghazi Khan      | Abu l-Ghazi Khan      | Abu l-Ghazi Khan      | Abu l-Ghazi Khan      | Abu l-Ghazi Khan      | Abu l-Ghazi Khan      |              |              | Abd al-Mumin Khan | Abd al-Mumin Khan | Abd al-Mumin Khan                    | Abd al-Mumin Khan              | Abd al-Mumin Khan              | Abd al-Mumin Khan              |                                |                                | Muhammad Ubaidullah II | Muhammad Ubaidullah II | Muhammad Ubaidullah II | Muhammad Ubaidullah II | Muhammad Ubaidullah II          | Muhammad Ubaidullah II          |                                 |                                 | Shams bint Aim                  | Shams bint Aim                  | Shams bint Aim           | Shams bint Aim           | Shams bint Aim                  | Shams bint Aim           |                          |                          | Shah Murad | Shah Murad | Shah Murad | Shah Murad | Shah Murad | Shah Murad |  |  |  |  |  |  |  |  |  |  |  |  |  |  |  |  |  |  |  |  |  |  |  |  |
|  |  | Abu l-Ghazi Khan      | Abu l-Ghazi Khan      | Abu l-Ghazi Khan      | Abu l-Ghazi Khan      | Abu l-Ghazi Khan      | Abu l-Ghazi Khan      |              |              | Abd al-Mumin Khan | Abd al-Mumin Khan | Abd al-Mumin Khan                    | Abd al-Mumin Khan              | Abd al-Mumin Khan              | Abd al-Mumin Khan              |                                |                                | Muhammad Ubaidullah II | Muhammad Ubaidullah II | Muhammad Ubaidullah II | Muhammad Ubaidullah II | Muhammad Ubaidullah II          | Muhammad Ubaidullah II          |                                 |                                 | Shams bint Aim                  | Shams bint Aim                  | Shams bint Aim           | Shams bint Aim           | Shams bint Aim                  | Shams bint Aim           |                          |                          | Shah Murad | Shah Murad | Shah Murad | Shah Murad | Shah Murad | Shah Murad |  |  |  |  |  |  |  |  |  |  |  |  |  |  |  |  |  |  |  |  |  |  |  |  |
|  |  |                       |                       |                       |                       |                       |                       |              |              |                   |                   |                                      |                                |                                |                                |                                |                                |                        |                        |                        |                        |                                 |                                 |                                 |                                 |                                 |                                 |                          |                          |                                 |                          |                          |                          |            |            |            |            |            |            |  |  |  |  |  |  |  |  |  |  |  |  |  |  |  |  |  |  |  |  |  |  |  |  |
|  |  |                       |                       |                       |                       |                       |                       |              |              |                   |                   |                                      |                                |                                |                                |                                |                                |                        |                        |                        |                        |                                 |                                 |                                 |                                 |                                 |                                 |                          |                          | Dinastia Mangit (ataliks/emirs) |                          |                          |                          |            |            |            |            |            |            |  |  |  |  |  |  |  |  |  |  |  |  |  |  |  |  |  |  |  |  |  |  |  |  |